# Imre Gellért
Imre Gellért (Budapest, Imperi Austrohongarès, 24 de juliol de 1888 – 10 de maig de 1981) va ser un gimnasta artístic hongarès que va competir a començament del segle xx.
El 1908 va prendre part en els Jocs Olímpics de Londres, on fou 39è del  concurs complet individual del programa de gimnàstica.
Quatre anys més tard, als Jocs d'Estocolm, va guanyar la medalla de plata en la prova del concurs complet per equips del programa de gimnàstica. En la prova individual acabà en dissetena posició.